# Agapeta amphimnesta
Agapeta amphimnesta är en fjärilsart som beskrevs av Edward Meyrick 1928. Agapeta amphimnesta ingår i släktet Agapeta och familjen vecklare. Inga underarter finns listade i Catalogue of Life.